# Bianco dell’Empolese

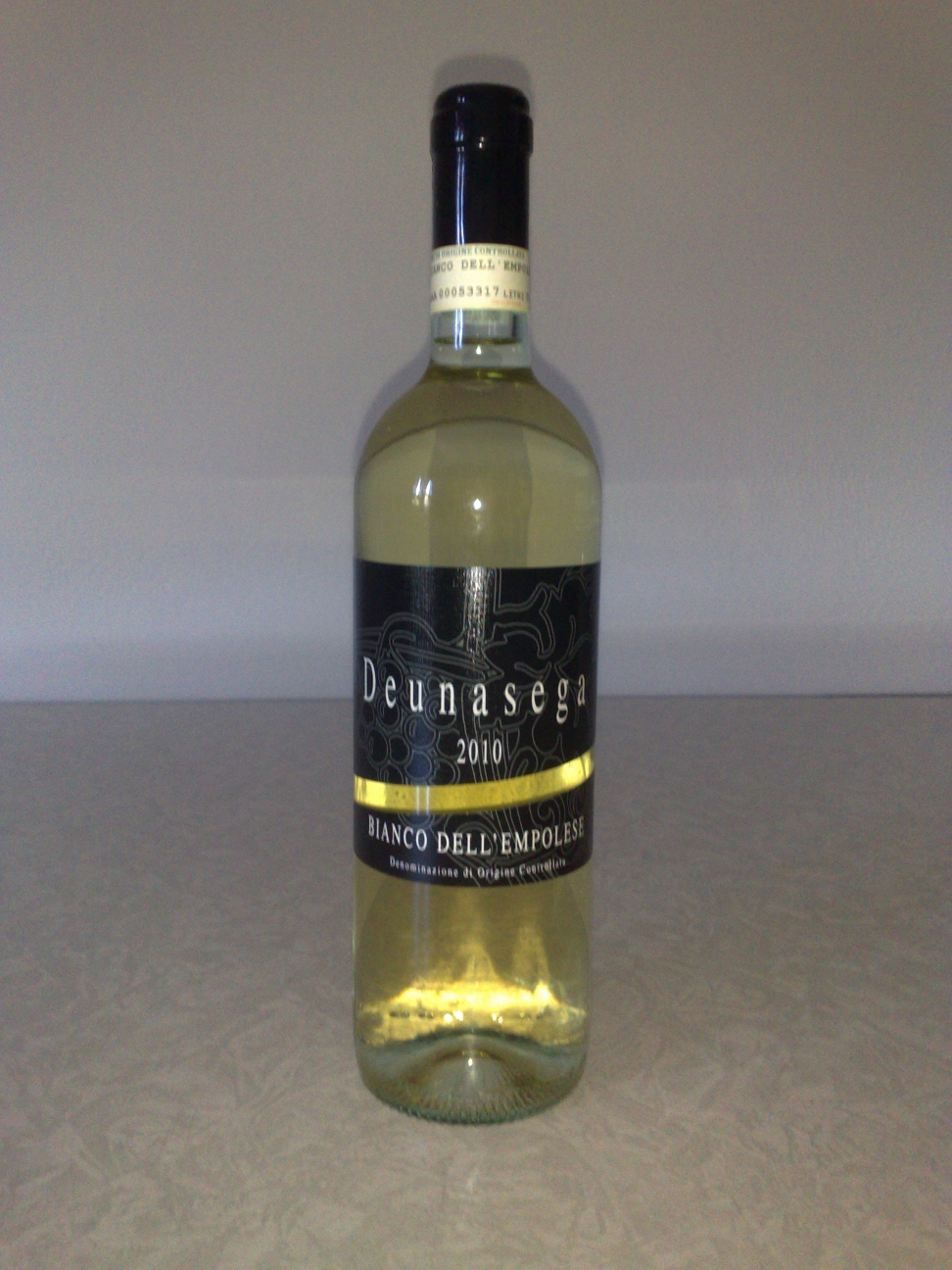
Eine Flasche Bianco dell’Empolese

Bianco dell’Empolese ist der Name eines Weißweins und eines Vin Santo, die in der Gegend um die italienischen Gemeinde Empoli (Metropolitanstadt Florenz) erzeugt werden. Die Weine besitzen seit 1989 eine „kontrollierte Herkunftsbezeichnung“ (Denominazione di origine controllata – DOC), die zuletzt am 7. März 2014 aktualisiert wurde.

## Erzeugung
Die Denomination für diesen Wein schreibt folgende Rebsorten vor:
- für Bianco dell’Empolese: Mindestens 60 % Trebbiano Toscano und höchstens 40 % andere weiße Rebsorten, die für den Anbau in der Region Toskana zugelassen sind, dürfen – einzeln oder gemeinsam – zugesetzt werden,
- für Bianco dell’Empolese Vin Santo: Mindestens 60 % Trebbiano Toscano und höchstens 40 % andere weiße Rebsorten, die für den Anbau in der Region Toskana zugelassen sind, dürfen – einzeln oder gemeinsam – zugesetzt werden. Die Rebsorte Moscato Bianco darf dabei nicht zur Anwendung kommen. Der Wein muss mindestens drei Jahre in kleinen Fässern reifen.

## Anbau
Anbau und Vinifikation der Weine sind nur in den Gemeinden Empoli, Cerreto Guidi, Fucecchio, Vinci, Capraia e Limite und Montelupo Fiorentino in der Provinz Florenz gestattet.

## Beschreibung
Gemäß Denomination:

### Bianco dell’Empolese
- Farbe: mehr oder weniger intensives Strohgelb
- Geruch: zart, fein und charakteristisch
- Geschmack: Trocken, harmonisch, frisch, zart
- Alkoholgehalt: mindestens 11,0 Vol.-%
- Säuregehalt: mind. 5,0 g/l
- Trockenextrakt: mind. 15,0 g/l

### Bianco dell’Empolese Vin Santo
- Farbe: von golden bis mehr oder weniger intensiv bernsteinfarben
- Geruch: intensiv, ätherisch, charakteristisch
- Geschmack: trocken oder süß, harmonisch und zart, mit einem charakteristischen Nachgeschmack
- Alkoholgehalt: für den Typ „trocken“: mindestens 16,0 Vol.-%, mit einem Rest von mindestens 1,0 % potentiellem Alkoholgehalt. Für den Typ „lieblich“: mindestens 14,0 Vol.-%, mit einem Rest von mindestens 3,0 % potentiellem Alkoholgehalt.
- Säuregehalt: mind. 4,5 g/l
- Trockenextrakt: mind. 21,0 g/l